# Strada statale 210 Fermana-Faleriense
La strada statale 210 Fermana Faleriense (SS 210), ex strada provinciale 239 (SP 239), è una strada statale italiana che collega la costa adriatica con i monti Sibillini.

## Percorso
La strada ha inizio nella zona sud di Porto Sant'Elpidio in contrada Faleriense e passa per i comuni di Sant'Elpidio a Mare, Fermo nella zona Campiglione per poi risalire il fiume Tenna sulla sponda sinistra. Attraversa così i territori comunali di Monte Urano, Rapagnano, Magliano di Tenna, Montegiorgio e Falerone, prima di superare nuovamente il corso d'acqua e passare così sulla sponda destra dove attraversa il centro abitato di Servigliano.
Proseguendo nella risalita del fiume, attraversa quindi i territori di Santa Vittoria in Matenano, Monte San Martino e Smerillo, prima di giungere ad Amandola dove si innesta sulla strada statale 78 Picena.
In seguito al decreto legislativo n. 112 del 1998, dal 2001, la gestione è passata dall'ANAS alla Regione Marche: in realtà su sollecitazione di quest'ultima, la strada è passata di proprietà alla Provincia di Ascoli Piceno. Con l'istituzione della Provincia di Fermo per scorporo dalla Provincia di Ascoli Piceno, dall'aprile 2010 la gestione è passata alla neonata provincia.
Nel 2018 la strada è tornata di competenza ANAS per tutta la lunghezza del percorso, nell'ambito del piano di "Rientro strade"